# 龙王堂 (八大处)
龙王堂，位于北京市石景山区八大处公园，是一座汉传佛教寺院，为八大处第五处。

## 历史
明末清初，这里并存两座寺院，一是慧云禅林，一是龙泉庵。慧云禅林建于明朝洪熙年间，龙泉庵建于清朝顺治二年。清朝道光年间，两寺合二为一，成为如今的龙王堂。
该寺以龙泉而知名。旧时“锄月老人”（秀堃）曾作七言古风《甜水歌》一首，赞“龙泉”水：“我来翠微陟其巅，上有古刹名龙泉。松柏郁郁布浓荫，千尺百尺森参天。苍皮黛色四十围，虬枝盘曲生风烟。四时不放日光入，盛暑不热风冷然。谁凿石罅泻石髓，涓涓汩汩流清泉。蓄以方池承以石，跳珠戛戛鸣琴弦。汲未烹茶香且洌，调羹炊黍味弥鲜。或曰饮之令人寿，揆之于理宜有焉。笑我饮此嗜而贪，自夏徂秋常流连。隆冬畏冷返庐舍，忽思此水回流涎。轻尘十丈风怒吼，京师苦水鬻论斗。安能移此一勺泉，甘美芳馨润众口。”寶廷在《偶斋诗草》一书中记载：“小榭听泉坐，翛然万念除。喜逢新霁后，正是仲春初。残雪不满树，寒潭时见鱼。永怀锄月叟，曾此结精庐。”诗末注云：“秀楚翘先生堃，别号锄月山人。”
1990年代起，八大处公园在此开设“龙泉茶社”。

## 建筑
龙王堂坐西朝东。主要建筑位于南部，即原来的龙泉庵：
- 山门：硬山正脊门楼，青石额上刻“龙泉庵”三字。
- 龙泉：山门内是一座雕栏方池，池壁用青石砌成，池水源自龙王堂下面的拱形石洞，经方池西壁的石雕龙头口中流出，此水即“龙泉”。
- 龙王堂：位于院西，面阔三间，前有卷棚抱厦一间。抱厦下的抱柱联是：“威镇蛟鼍依泽国，德施江海赖安澜”。殿门外的对联为：“圣德施恩涤雨露；神威乘泽仰云霓。”殿内供奉泥塑彩绘龙王像，两旁分列雷公、电母、风伯、雨师等像。[1]门上有“锄月老人”（秀堃）书写的“古刹龙王堂”匾额。[2]

龙王堂北部另有一组殿堂，即原来的慧云寺（慧云禅林）。自东至西为文昌阁、大雄殿、卧游阁、祖师堂。
- 文昌阁：门朝东开，前面悬挂横匾 “俯瞰大千”，后面悬挂横匾“得月先”。殿内供奉关公坐像。
- 大雄殿：面阔三间，檐下匾额“灵通宇宙”，抱柱的黑底红字对联为“佛德巍巍丽中天之杲日，慈风荡荡振大地之春雷”。殿内中央莲花座上供奉释迦牟尼坐像，左右为阿难尊者、迦叶尊者，三像都是21世纪初所作。
  - 妙香室、听泉小榭：大雄殿和文昌阁之间，南首西侧是妙香室，东侧是听泉小榭。听泉小榭为敞厅，檐下横匾“听涛山房”，柱间有木制对联“当户老松生夕籁，满山红叶入新诗”。听泉小榭南门外还有一副对联“溪声尽是广长舌，山色无非清净身 。”语出《陀罗尼经》。
- 卧游阁
- 祖师堂
- 闻妙香院：位于大雄殿以北。院内有珍珠梅等花木，还有两架古藤萝。[1]

龙王堂院中松柏苍翠，龙泉水四时不歇，环境幽雅清静。清朝康熙年间诗人汪文柏赋七律诗一首：“松底涤池汇伏泉，苍髯偃盖镜中悬。一泓湛碧浮金鬛，几树微黄蜕暮蝉。云锁磐声僧闭户，日移刹影客笼鞭，茗芽细泼真甘冽，归带余香在舌边。”乾隆帝曾来此，作《御制龙王堂》诗：“古庙山坳里，披榛磴道赊。树生刹竿石，鸟啄净橱沙。水府石林秘，香台花雨斜。所希惠时若，霈泽始京华。”